# Desplaçat intern

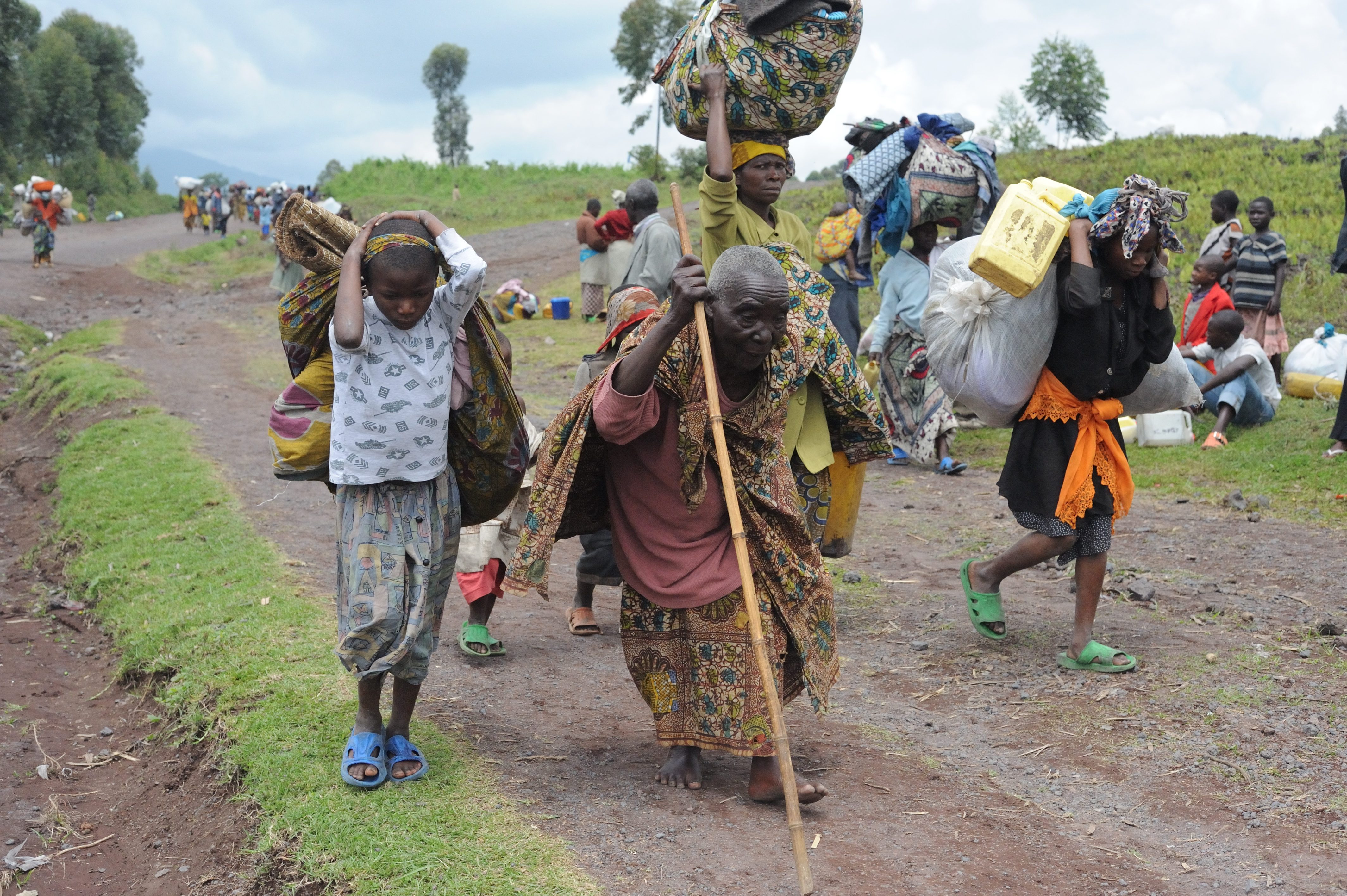
Grangers fugint dels grets al camp de desplaçats interns durant la batalla de Goma

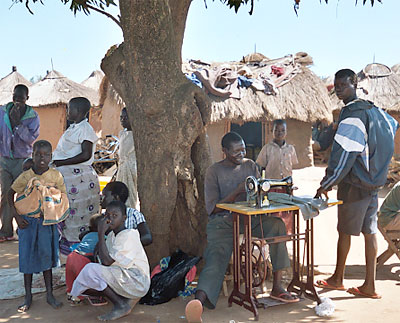
Sastre al camp de Labuje a Uganda.

Un desplaçat intern (en anglès Internally displaced person o IDP) és una persona que ha de deixar la seva llar o va ser evacuada per a evitar les conseqüències d'un conflicte armat o d'una situació de violència permanent, la violació dels drets humans o els efectes d'un desastre natural o humà i que no ha creuat cap frontera reconeguda internacionalment.És diferent del refugiat, que ell sí ha passat les fronteres del seu país d'origen.
A la fi de 2006 s'estimava que el seu nombre total ascendia a 24,5 milions repartits en 52 països: al voltant de la meitat dels quals eren africans. El nombre ha anat augmentant al llarg dels anys, així el 2015 el nombre de desplaçats era de més de 37 milions, el doble del nombre de refugiats, i 45,7 en 2019, quan els països amb les majors poblacions de desplaçats van ser Síria (6,6 milions), Veneçuela (3,7 milions), Afganistan (2,7 milions), Sudan del Sud (2,2 milions) i Myanmar (1,1 milions).

## Definició
No hi ha una definició legal per al desplaçat intern, a diferència del refugiat. No obstant això, un informe dels Nacions Unides, Guiding Principles on Internal Displacement, empra la definició :
Els desplaçats interns són persones o grups de persones que han estat forçades o obligades a fugir o a deixar les seves cases o llocs de residència habitual, generalment per a evitar els efectes d'un conflicte armat, o bé situacions de violència generalitzada, les violacions de drets humans o els desastres naturals o provocats per l'home, i qui no ha creuat una frontera estatal reconeguda internacionalment.
Aquesta definició emfatitza dos components importants en el desplaçament intern (la coerció i el moviment interior), i és important notar que més que una definició estricta, els Principles ofereixen «una identificació descriptiva de la categoria de persones les necessitats de les quals són l'objecte de la guia. D'aquesta manera, el document "cerca intencionadament més la flexibilitat que no pas la precisió», com indiquen les paraules «en particular» de la llista de motius del desplaçament. Tanmateix, com ha assenyalat Erin Mooney, «les estadístiques globals dels desplaçaments interiors apleguen no sols els desplaçats a causa del conflicte i les violacions dels drets humans. És més, un estudi recent ha recomanat que la definició d'IDP ha de ser més concreta i ha de limitar-se a les persones desplaçades a causa de la violència». Així, malgrat les raons no exhaustives del desplaçament intern, molts consideren als desplaçats interns com aquells que serien definits com a refugiats si haguessin traspassat les fronteres internacionals i per això els reserven un tractament semblant.

## Poblacions de desplaçats
És molt difícil d'obtenir les xifres exactes de població desplaçada a causa de la seva constant fluctuació: alguns desplaçats poden estar de retorn a casa mentre d'altres estan fugint, altres poden retornar periòdicament a campaments de desplaçats per a aprofitar l'ajuda humanitària. Mentre que els campaments grans com els del Darfur (Sudan Occidental) són ben documentats, és molt difícil avaluar als desplaçats que han fugit als pobles i ciutats més grans. En molts casos cal complementar les figures oficials amb informació addicional proporcionada per les organitzacions humanitàries que treballen sobre el terreny.
Segons les dades de l'ACNUR del 2019, i revisant els últims 20 anys:
| Refugiats (incloses situacions similars a refugiats) Sol·licitants d’asil (casos pendents) Refugiats retornats Persones desplaçades internament (PDI) | PDI retornades Persones sense estat Altres desplaçats forçats |

## Protecció i assistència
El problema de la protecció i assistència als desplaçats interns no és un tema nou. Segons el dret internacional és responsabilitat del govern en qüestió de proporcionar assistència i protecció als desplaçats interns al seu país. Però, com que molts dels desplaçats són resultat de conflictes civils o quan l'autoritat de l'Estat central està en dubte, sovint no hi ha cap autoritat local disposada a prestar-los assistència i protecció. S'ha estimat que uns cinc milions de desplaçats interns en onze països es troben «sense cap tipus d'assistència humanitària significativa dels seus governs». A diferència del cas dels refugiats, no hi ha cap institució internacional humanitària que detingui la responsabilitat general de protegir i assistir els desplaçats interns.. Diverses organitzacions han pres decisions en circumstàncies específiques.

### ACNUR
Mitjançant la resolució 428 (V) de 14 de desembre de 1950 de l'Assemblea General de les Nacions Unides, l'ACNUR va rebre el mandat de «dirigir i coordinar l'acció internacional per a la protecció mundial dels refugiats i la resolució dels problemes dels refugiats… guiat per la Convenció de 28 de juliol de 1951 relativa a l'estatut dels refugiats i el seu Protocol de 1967». Tradicionalment l'ACNUR ha sostingut que no té «competència general per als desplaçats interns», encara que com a mínim des de 1972 ha engegat programes de socors per als desplaçats interns del país. No obstant això, en els casos en què hi ha una petició específica del Secretari General de l'ONU i amb el consentiment de l'Estat en qüestió ha estat disposat a respondre per ajudar els desplaçats interns en una instància determinada. El 2005 havia prestat ajuda a uns 5,6 milions de desplaçats interns (de més de 25 milions d'euros), però només al voltant d'1,1 milions a l'Àfrica. El 2005, l'ACNUR va signar un acord amb altres organismes humanitaris. «Sota aquest acord, l'ACNUR assumirà la responsabilitat principal per a la protecció, refugi d'emergència i gestió dels campaments per a persones desplaçades internament.»

### CICR
El Comitè Internacional de la Creu Roja té el mandat d'assegurar l'aplicació del dret internacional humanitari, ja que afecta la població civil que es troba enmig del conflicte armat. Tradicionalment no han distingit entre els civils interns desplaçats i els que romanen a casa seva. En una declaració política del 2006, el CICR va declarar el següent:
L'objectiu general del CICR és alleujar el sofriment de les persones que es troben atrapades en conflictes armats i altres situacions de violència. Amb aquesta finalitat, l'organització s'esforça per oferir una assistència eficaç i eficient i la protecció de les persones, siguin desplaçats o no, tenint en compte l'acció d'altres organitzacions humanitàries. Sobre la base de la seva llarga experiència en diferents parts del món, el CICR ha definit un pla operatiu per a la població civil en el seu conjunt dissenyat per a satisfer les necessitats humanitàries més urgents dels desplaçats i de les comunitats locals i d'acollida.

### Enfocament de la col·laboració
El sistema actual que es refereix sovint com l'enfocament de col·laboració, comparteix la responsabilitat de protegir i assistir als desplaçats interns entre les agències de l'ONU, és a dir, ACNUR, UNICEF, PMA, PNUD, Oficina de l'Alt Comissariat de les Nacions Unides per als Drets Humans, l'organització intergovernamental OIM, el CICR i les ONG. La coordinació és responsabilitat del secretari general adjunt de l'ONU per a Afers Humanitaris i Coordinador de socors d'emergència i del Coordinador d'Afers Humanitaris del país en qüestió. Són assistits per una Divisió Interagència de Desplaçament que va ser creada el 2004 i que es troba a l'Oficina de les Nacions Unides per a la Coordinació d'Afers Humanitaris (OCAH)
L'enfocament de col·laboració original cada cop més ha estat objecte de crítiques. Roberta Cohen informes:
Gairebé totes les avaluacions, tant de l'ONU com independents, han trobat deficient l'enfocament de col·laboració quan es tracta dels desplaçats interns. Per començar, no hi ha lloc real de la responsabilitat en l'àmbit de l'assistència i protecció ... Tampoc hi ha previsibilitat d'acció, ja que els diferents organismes són lliures de triar les situacions en què volen participar en el base dels seus respectius mandats, recursos i interessos. En cada nova emergència, ningú sap del cert quin organisme o combinació d'aquests estaran implicats.
El 2005 hi va haver un intent de solucionar el problema donant les responsabilitats sectorials a diferents organismes humanitaris, en particular amb la participació de l'ACNUR en la responsabilitat de la protecció i la gestió de campaments i refugis d'emergència.

## Enfocament sectorial
Com alguns han assenyalat, un dels problemes més flagrants de la resposta col·laborativa és que "l'abnegació de responsabilitat és possible perquè no hi ha cap responsabilitat formal assignada als organismes en la resposta conjunta i, per tant, cap responsabilitat quan les agències reneguen de llurs compromisos." L'enfocament sectorial - successor de l'estratègia de col·laboració - va tractar d'acabar amb aquest problema mitjançant la designació dels organismes individuals com a "líders del sector per a coordinar les operacions en àrees específiques per a tractar de connectar les llacunes identificades recentment. L'enfocament de grup va ser concebut enmig de preocupacions sobre la coordinació i la capacitat que havien resultat de la feble resposta operativa a la crisi de Darfur el 2004 i 2005, i les conclusions fonamentals de l'examen de la resposta humanitària (HRR) encarregada per Jan Egeland. Egeland va demanar que es reforcés el lideratge dels sectors, i va introduir el concepte de "clusters" als diferents nivells (de la seu regional, estatal i operativa).
L'enfocament sectorial opera a dos nivells: global i local. A nivell mundial, l'enfocament està destinat a augmentar la capacitat a onze zones clau mitjançant el desenvolupament d'una millor capacitat de resposta, garantir l'accés constant als coneixements tècnics amb la formació adequada i les existències de material, i assegurar la major participació de tots els socis humanitaris rellevants. Sobre el terreny, l'enfocament sectorial reforça la capacitat de coordinació i resposta mitjançant la mobilització de grups d'organismes humanitaris (ON / Creu Roja-Mitja Lluna Roja / OI / ONG) per a respondre en determinats sectors o àrees d'activitat cada grup té una tasca clarament designada, segons l'acordat per l'HC i l'Equip de País. Els organismes designats líders a nivell mundial no sols participen directament en les operacions, sinó que també coordinen i supervisen altres organitzacions dins dels seus àmbits específics, informen sobre els resultats a través d'una cadena de comandament. No obstant això, els organismes principals són responsables com a "proveïdors d'últim recurs", cosa que representa el compromís del grup a fer tot el possible per garantir una resposta adequada i apropiada en les seves respectives àrees de responsabilitat. L'enfocament sectorial era part d'un paquet de reformes acceptades pel Comitè Permanent entre Organismes el desembre de 2005 i posteriorment fou aplicat en vuit crisis humanitàries cròniques i sis emergències sobtades. No obstant això, la reforma es va estendre i avaluar en quatre països: República Democràtica del Congo, Libèria, Somàlia i Uganda.
Els grups es van concentrar inicialment en nou àrees:
1. Logística (PMA)
2. Telecomunicacions d'emergència (OCAH-propietari del procés, UNICEF serveis comuns de dades, PMA - Seguretat Comuna de Serveis de Telecomunicacions)
3. Coordinació i gestió de camps (ACNUR per al conflicte generat pels desplaçats interns i l'OIM per als desplaçats interns generats per desastres naturals)
4. Refugis d'emergència (FICR)
5. Salut (OMS)
6. Nutrició (UNICEF)
7. Aigua, sanejament i higiene (UNICEF)
8. Recuperació primària (PNUD), i
9. Protecció (ACNUR per als desplaçats interns generats pel conflicte, l'ACNUR, l'UNICEF, i l'Oficina de l'Alt Comissionat per als desastres naturals generats pels desplaçats interns).

Els principis del IASC consideren que no cal aplicar l'enfocament sectorial a quatre sectors en què no es van detectar diferències significatives: a) aliments, dirigida pel PMA, b) refugiats, liderada per l'ACNUR, c) educació, dirigit pel UNICEF, i d) agricultura, duta per la FAO.
Els nou grups originals es va ampliar posteriorment per a incloure agricultura i educació.

## Legislació internacional
A diferència del cas dels refugiats, no existeix un tractat internacional que s'apliqui específicament als desplaçats interns. Reconeixent aquesta llacuna, el Secretari General, Boutros Boutros-Ghali nomenà el 1992 Francis Deng com el seu representant per als desplaçats interns. A més d'actuar com a defensor dels desplaçats interns, a petició de l'Assemblea General de les Nacions Unides, el 1994 va examinar i reunir les lleis internacionals relatives a la protecció dels desplaçats interns. El resultat d'aquest treball va ser el document, Principis Rectors dels Desplaçaments Interns.
Els Principis Rectors establien les responsabilitats dels estats abans del desplaçament - és a dir, per a evitar el desplaçament - durant i després del desplaçament. Han estat aprovats per l'Assemblea General de l'ONU, la Comissió Africana de Drets Humans i dels Pobles (Comissió Africana) i pels signataris del Pacte de 2006 sobre seguretat, estabilitat i desenvolupament a la regió dels Grans Llacs, que inclouen Sudan, República Democràtica del Congo i Uganda.
Els Principis Rectors, però, no són vinculants. Segons Bahama Tom Nyanduga, relator especial sobre els refugiats, desplaçats interns i sol·licitants d'asil a l'Àfrica per a la Comissió Africana ha assenyalat, "l'absència d'un règim internacional jurídicament vinculant sobre el desplaçament intern és una llacuna greu en el dret internacional."
Al setembre de 2004, el Secretari General de l'ONU va mostrar la preocupació permanent de la seva oficina mitjançant el nomenament de Walter Kälin com a Representant de l'ONU sobre els Drets Humans dels Desplaçats Interns. Part del seu mandat inclou la promoció dels Principis Rectors.

## Dret al retorn
En les anomenades situacions de "post-conflicte" tradicionalment hi ha hagut un èmfasi en la comunitat internacional per tractar de tornar a l'statu quo anterior a la guerra. No obstant això, les opinions estan canviant gradualment a causa que els conflictes violents destrueixen les estructures polítiques, socials i econòmiques, i com a resultat es desenvolupen noves estructures, sovint de manera irreversible. D'altra banda, tornar al statu quo anterior a la guerra statu pot ser indesitjable si es mantenen les estructures que van portar al conflicte. El dret al retorn dels desplaçats interns i dels refugiats pot representar un dels aspectes més complexos d'aquest tema.
Normalment, s'aplica la pressió de la comunitat internacional i de les organitzacions humanitàries per a assegurar que les persones desplaçades puguin tornar als seus llocs d'origen i recuperar les propietats. Els principis de les Nacions Unides de restitució de l'Habitatge i dels béns als Refugiats i desplaçats interns, també coneguts com a Principis de Pinheiro, proporcionen orientació sobre la gestió dels aspectes tècnics i legals de la restitució de l'habitatge, la terra i la propietat (HLP). La restitució dels drets són de vital importància per als desplaçats interns i refugiats arreu del món, i és important per a tractar d'impedir que se'n beneficiïn els agressors del conflicte. No obstant això, sense una clara comprensió de cada context local, la restitució de ple dret pot ser inviable i falla la protecció de la gent en estar dissenyat per a protegir refugiats i desplaçats interns per les següents raons :
- mai han tingut la propietat (per exemple, a l'Afganistan);
- no poden accedir als béns que tenen (Colòmbia, Guatemala, Sud-àfrica i Sudan);
- la propietat no està clara, ja que les famílies han augmentat o se separen i la divisió de la terra es converteix en un problema;
- la mort del propietari pot deixar sense aclarir la propietat de la terra;
- persones es van assentar en la terra saben que no és d'ells, però no tenen on anar (com a Colòmbia, Ruanda i Timor-Leste), i
- tenen reclamacions contra altres, fins i tot l'Estat i els seus socis comercials estrangers o locals (com a Aceh, Angola, Colòmbia, Libèria i Sudan)

Els investigadors de l'Institut de Desenvolupament d'Ultramar posen èmfasi en la necessitat d'una organització humanitària per desenvolupar una major experiència en aquests temes, amb experts que tinguin coneixement tant en assistència humanitària com en qüestions de la terra i la propietat per així oferir un millor assessorament als agents estatals que tractin de resoldre aquests problemes. L'IDU demana a les agències humanitàries desenvolupar una consciència de la reintegració sostenible com a part de la seva èmfasi en el retorn a casa dels desplaçats interns i refugiats. Cal assessorament jurídic a totes les parts afectades si es vol crear un marc on poder resoldre aquestes qüestions.